# Ricardo et la Peinture
Pour plus de détails, voir Fiche technique et Distribution.
Ricardo et la Peinture est un film documentaire franco-suisse réalisé par Barbet Schroeder et sorti en 2023.

## Synopsis
Portrait du peintre Ricardo Cavallo au travail dans le village breton de Saint-Jean-du-Doigt.

## Fiche technique
- Titre original : Ricardo et la peinture
- Réalisation : Barbet Schroeder
- Photographie : Victoria Clay
- Musique : Hans Appelqvist
- Son : Elie Peyssard
- Montage son / Mixage : Étienne Curchod
- Montage : Julie Lena
- Musique : Hans Appleqvist
- Production : Lionel Baier, Régine Vial et Charles Gillibert
- Sociétés de production : Les Films du losange - Bande à part Films
- Distribution : Les Films du losange
- Pays de production :  France -  Suisse
- Genre : documentaire
- Format : couleur - 1,85:1
- Durée : 106 minutes
- Date de sortie : France - 15 novembre 2023 [2]

## Accueil

### Accueil critique
En France, le site Allociné propose une moyenne de 3,6⁄5, d'après l'interprétation de 13 critiques de presse.

## Sélections
- Festival international du film de Locarno 2023 (hors compétition)
- Viennale 2023